# Pleusymtes pulchella
Pleusymtes pulchella är en kräftdjursart som först beskrevs av Georg Ossian Sars 1876.  Pleusymtes pulchella ingår i släktet Pleusymtes och familjen Pleustidae. Inga underarter finns listade i Catalogue of Life.